# Steffen Haffner
Steffen Haffner (* 28. Dezember 1940 in Liegnitz) ist ein deutscher Sportjournalist.

## Werdegang
Haffner und seine Familie kamen am Ende des Zweiten Weltkrieges als Vertriebene aus Schlesien zunächst nach Mitteldeutschland, ab 1955 lebte er in Frankfurt am Main. 1961 erwarb er die Hochschulreife, leistete den Wehrdienst ab und begann ein Studium, ehe er Anfang Dezember 1963 Mitglied der Sportredaktion der Frankfurter Allgemeinen Zeitung (FAZ) wurde. Er war gemeinsam mit Karlheinz Vogel maßgeblich am Aufbau der Sportberichterstattung der Zeitung beteiligt. 1980 wurde Haffner Nachfolger Vogels im Amt des Leiters der FAZ-Sportredaktion. Haffner übte diese Tätigkeit bis Jahresende 2003 aus.
Zu Haffners Fachgebieten gehörten unter anderem die Olympischen Spiele, Sportpolitik, Sportgeschichte und das Verhältnis von Sport und Medien. Nach dem Ende seiner Amtszeit als Leiter der FAZ-Sportberichterstattung erschienen Beiträge von Haffner in Zeitschriften wie Olympisches Feuer (deren Mitherausgeber er war), Leistungssport und im Jahresmagazin des Deutschen Sportbundes.